# NWSL Challenge Cup 2022
La NWSL Challenge Cup 2022 fue la tercera edición de esta copa que se disputó durante la temporada 2022 de la NWSL y se llevó a cabo del 18 de marzo al 7 de mayo.
North Carolina Courage se coronó campeón de la copa por primera vez tras vencer por 2-1 al Washington Spirit en la final, mientras que Debinha fue nombrada MVP del torneo por segunda vez consecutiva.

## Equipos
| Equipo                 |
| ---------------------- |
| Angel City FC          |
| Chicago Red Stars      |
| Houston Dash           |
| Kansas City Current    |
| NJ/NY Gotham FC        |
| North Carolina Courage |
| OL Reign               |
| Orlando Pride          |
| Portland Thorns        |
| Racing Louisville FC   |
| San Diego Wave         |
| Washington Spirit      |

## Fase de grupos

### East Division
| Pos. | Equipo                 | Pts. | PJ | G | E | P | GF | GC | Dif. | Clasificación          |     | NC  | WAS | NJY | ORL |
| ---- | ---------------------- | ---- | -- | - | - | - | -- | -- | ---- | ---------------------- | --- | --- | --- | --- | --- |
| 1    | North Carolina Courage | 12   | 6  | 3 | 3 | 0 | 12 | 7  | +5   | Avanza a la Fase Final |     | —   | 2–2 | 2–0 | 1–0 |
| 2    | Washington Spirit      | 10   | 6  | 2 | 4 | 0 | 12 | 7  | +5   |                        |     | 2–2 | —   | 1–1 | 4–1 |
| 3    | NJ/NY Gotham FC        | 6    | 6  | 1 | 3 | 2 | 5  | 8  | −3   |                        | 1–1 | 1–3 | —   | 1–1 |     |
| 4    | Orlando Pride          | 2    | 6  | 0 | 2 | 4 | 4  | 11 | −7   |                        | 2–4 | 0–0 | 0–1 | —   |     |

 Fuente: NWSL

#### Resultados
| 19 de marzo, 19:00 ET | Orlando Pride | 0:0     | Washington Spirit | Exploria Stadium, Orlando, Florida |                                |
|                       |               | Reporte |                   | Asistencia: 3.534 espectadores     | Asistencia: 3.534 espectadores |

| 19 de marzo, 19:00 ET | North Carolina Courage  | 2:0     | NJ/NY Gotham FC | Sahlen's Stadium, Cary, North Carolina |                                |
|                       | - Pinto 22' - Erceg 51' | Reporte |                 | Asistencia: 2.537 espectadores         | Asistencia: 2.537 espectadores |

| 25 de marzo, 19:30 ET | Washington Spirit | 1:1     | NJ/NY Gotham FC    | Segra Field, Leesburg, Virginia |                                |
|                       | - Hatch 61'       | Reporte | - Mewis 23' (pen.) | Asistencia: 3.421 espectadores  | Asistencia: 3.421 espectadores |

| 26 de marzo, 19:00 ET | North Carolina Courage | 1:0     | Orlando Pride | Sahlen's Stadium, Cary, North Carolina |                                |
|                       | - Mathias 61' (pen.)   | Reporte |               | Asistencia: 3.328 espectadores         | Asistencia: 3.328 espectadores |

| 30 de marzo, 19:00 ET | Orlando Pride | 0:1     | NJ/NY Gotham FC | Exploria Stadium, Orlando, Florida |                                |
|                       |               | Reporte | - Purce 83'     | Asistencia: 3.351 espectadores     | Asistencia: 3.351 espectadores |

| 30 de marzo, 19:30 ET | Washington Spirit        | 2:2     | North Carolina Courage   | Audi Field, Washington D. C.   |                                |
|                       | - Rodman 58' - Hatch 67' | Reporte | - Debinha 5' - Smith 26' | Asistencia: 2.155 espectadores | Asistencia: 2.155 espectadores |

| 3 de abril, 15:00 ET | NJ/NY Gotham FC | 1:1     | North Carolina Courage | Red Bull Arena, Harrison, New Jersey |  |
|                      | - Onumonu 84'   | Reporte | - Debinha 25'          |                                      |  |

| 3 de abril, 16:00 ET | Washington Spirit                                     | 4:1     | Orlando Pride    | Audi Field, Washington D. C.   |                                |
|                      | - Sanchez 43' - Sullivan 45' - Hatch 49' - Rodman 87' | Reporte | - Jonsdottir 54' | Asistencia: 5.656 espectadores | Asistencia: 5.656 espectadores |

| 16 de abril, 19:00 ET | Orlando Pride      | 2:4     | North Carolina Courage                                       | Exploria Stadium, Orlando, Florida |                                |
|                       | - Jenkins 15', 56' | Reporte | - Montefusco 3' (o.g.) - Daniels 6' - Smith 9' - Debinha 89' | Asistencia: 3.601 espectadores     | Asistencia: 3.601 espectadores |

| 17 de abril, 15:00 ET | NJ/NY Gotham FC | 1:3     | Washington Spirit               | Red Bull Arena, Harrison, New Jersey |                                |
|                       | - Kawasumi 4'   | Reporte | - Sanchez 24' - Rodman 39', 75' | Asistencia: 2.061 espectadores       | Asistencia: 2.061 espectadores |

| 23 de abril, 13:00 ET | North Carolina Courage               | 2:2     | Washington Spirit       | Sahlen's Stadium, Cary, North Carolina |                                |
|                       | - Debinha 45+4' (pen.) - Berkely 52' | Reporte | - Hatch 15', 75' (pen.) | Asistencia: 3.905 espectadores         | Asistencia: 3.905 espectadores |

| 23 de abril, 19:00 ET | NJ/NY Gotham FC      | 1:1     | Orlando Pride    | Red Bull Arena, Harrison, New Jersey |                                |
|                       | - Mewis 45+1' (pen.) | Reporte | - Jónsdóttir 10' | Asistencia: 2.734 espectadores       | Asistencia: 2.734 espectadores |

### Central Division
| Pos. | Equipo               | Pts. | PJ | G | E | P | GF | GC | Dif. | Clasificación          |     | KC  | CHI | LOU | HOU |
| ---- | -------------------- | ---- | -- | - | - | - | -- | -- | ---- | ---------------------- | --- | --- | --- | --- | --- |
| 1    | Kansas City Current  | 13   | 6  | 4 | 1 | 1 | 10 | 7  | +3   | Avanza a la Fase Final |     | —   | 2–1 | 0–3 | 2–1 |
| 2    | Chicago Red Stars    | 8    | 6  | 2 | 2 | 2 | 8  | 6  | +2   |                        |     | 1–2 | —   | 0–0 | 2–0 |
| 3    | Racing Louisville FC | 6    | 6  | 1 | 3 | 2 | 8  | 7  | +1   |                        | 1–1 | 1–1 | —   | 2–3 |     |
| 4    | Houston Dash         | 6    | 6  | 2 | 0 | 4 | 7  | 13 | −6   |                        | 0–3 | 1–3 | 2–1 | —   |     |

 Fuente: NWSL

#### Resultados
| 18 de marzo, 19:30 ET | Racing Louisville FC | 1:1     | Kansas City Current | Lynn Family Stadium, Louisville, Kentucky |                                |
|                       | - Kizer 20'          | Reporte | - McCain 78'        | Asistencia: 5.532 espectadores            | Asistencia: 5.532 espectadores |

| 20 de marzo, 19:00 ET | Houston Dash   | 1:3     | Chicago Red Stars                   | PNC Stadium, Houston, Texas    |                                |
|                       | - Naughton 19' | Reporte | - Pugh 27', 60' - Wright 58' (pen.) | Asistencia: 4.087 espectadores | Asistencia: 4.087 espectadores |

| 25 de marzo, 19:30 ET | Racing Louisville FC       | 2:3     | Houston Dash                                   | Lynn Family Stadium, Louisville, Kentucky |                                |
|                       | - Davis 16' - McDonald 40' | Reporte | - Viggiano 58' - Sánchez 56' - Daly 65' (pen.) | Asistencia: 3.800 espectadores            | Asistencia: 3.800 espectadores |

| 25 de marzo, 20:30 ET | Chicago Red Stars | 1:2     | Kansas City Current       | SeatGeek Stadium, Bridgeview, Illinois |                                |
|                       | - DiBernardo 22'  | Reporte | - Mace 58' - Hamilton 86' | Asistencia: 2.604 espectadores         | Asistencia: 2.604 espectadores |

| 30 de marzo, 19:30 ET | Chicago Red Stars | 0:0     | Racing Louisville FC | SeatGeek Stadium, Bridgeview, Illinois |  |
|                       |                   | Reporte |                      |                                        |  |

| 30 de marzo, 20:30 ET | Houston Dash | 0:3     | Kansas City Current                     | PNC Stadium, Houston, Texas    |                                |
|                       |              | Reporte | - Leach 2' - Hamilton 28' - LaBonta 60' | Asistencia: 2.229 espectadores | Asistencia: 2.229 espectadores |

| 2 de abril, 15:00 ET | Kansas City Current | 0:3     | Racing Louisville FC                        | Children's Mercy Park, Kansas City, Kansas |                                |
|                      |                     | Reporte | - Mace 9' (o.g.) - Milliet 60' - Bonner 65' | Asistencia: 6.310 espectadores             | Asistencia: 6.310 espectadores |

| 2 de abril, 20:00 ET | Chicago Red Stars | 2:0     | Houston Dash | SeatGeek Stadium, Bridgeview, Illinois |                                |
|                      | - Pugh 32', 82'   | Reporte |              | Asistencia: 1.741 espectadores         | Asistencia: 1.741 espectadores |

| 15 de abril, 20:00 ET | Kansas City Current         | 2:1     | Houston Dash | Children's Mercy Park, Kansas City, Kansas |                                |
|                       | - Hamilton 4' - Pickett 80' | Reporte | - Groom 59'  | Asistencia: 5.022 espectadores             | Asistencia: 5.022 espectadores |

| 16 de abril, 19:30 ET | Racing Louisville FC | 1:1     | Chicago Red Stars | Lynn Family Stadium, Louisville, Kentucky |                                |
|                       | - Ekic 76'           | Reporte | - Kowalski 7'     | Asistencia: 4.409 espectadores            | Asistencia: 4.409 espectadores |

| 24 de abril, 17:00 ET | Kansas City Current        | 2:1     | Chicago Red Stars | Children's Mercy Park, Kansas City, Kansas |                                |
|                       | - Loera 50' - Hamilton 76' | Reporte | - St. Georges 52' | Asistencia: 5.107 espectadores             | Asistencia: 5.107 espectadores |

| 24 de abril, 19:00 ET | Houston Dash               | 2:1     | Racing Louisville FC | PNC Stadium, Houston, Texas    |                                |
|                       | - Prince 24' - Prisock 35' | Reporte | - Howell 29'         | Asistencia: 3.073 espectadores | Asistencia: 3.073 espectadores |

### West Division
| Pos. | Equipo             | Pts. | PJ | G | E | P | GF | GC | Dif. | Clasificación          |     | RGN | POR | SD  | LA  |
| ---- | ------------------ | ---- | -- | - | - | - | -- | -- | ---- | ---------------------- | --- | --- | --- | --- | --- |
| 1    | OL Reign           | 14   | 6  | 4 | 2 | 0 | 11 | 5  | +6   | Avanza a la Fase Final |     | —   | 1–1 | 3–1 | 2–1 |
| 2    | Portland Thorns FC | 10   | 6  | 3 | 1 | 2 | 8  | 5  | +3   |                        |     | 0–1 | —   | 3–2 | 3–0 |
| 3    | San Diego Wave FC  | 5    | 6  | 1 | 2 | 3 | 9  | 11 | −2   |                        | 1–1 | 0–1 | —   | 4–2 |     |
| 4    | Angel City FC      | 4    | 6  | 1 | 1 | 4 | 6  | 13 | −7   |                        | 1–3 | 1–0 | 1–1 | —   |     |

 Fuente: NWSL

#### Resultados
| 18 de marzo, 22:00 ET | OL Reign     | 1:1     | Portland Thorns FC | Lumen Field, Seattle, Washington |                                |
|                       | - Huerta 18' | Reporte | - Sinclair 28'     | Asistencia: 7.343 espectadores   | Asistencia: 7.343 espectadores |

| 19 de marzo, 21:00 ET | Angel City FC   | 1:1     | San Diego Wave FC | Titan Stadium, Fullerton, California |                                |
|                       | - McCaskill 49' | Reporte | - Riehl 82'       | Asistencia: 6.307 espectadores       | Asistencia: 6.307 espectadores |

| 26 de marzo, 16:00 ET | Angel City FC | 1:3     | OL Reign                               | Titan Stadium, Fullerton, California |                                |
|                       | - Lussi 67'   | Reporte | - Latsko 12' - Cook 18' - Angelina 50' | Asistencia: 4.156 espectadores       | Asistencia: 4.156 espectadores |

| 26 de marzo, 22:00 ET | San Diego Wave FC | 0:1     | Portland Thorns FC | Estadio Torero, San Diego, California |                                |
|                       |                   | Reporte | - Smith 5'         | Asistencia: 6.000 espectadores        | Asistencia: 6.000 espectadores |

| 30 de marzo, 22:00 ET | Portland Thorns FC                  | 3:0     | Angel City FC | Providence Park, Portland, Oregon |                                |
|                       | - Smith 31' - Ryan 53' - Weaver 78' | Reporte |               | Asistencia: 9.902 espectadores    | Asistencia: 9.902 espectadores |

| 2 de abril, 16:00 ET | San Diego Wave FC                          | 4:2     | Angel City FC                    | Estadio Torero, San Diego, California |                                |
|                      | - Taylor 19' - Morgan 45+3', 72' - Ali 81' | Reporte | - McGrady 38' (o.g.) - Press 59' | Asistencia: 5.158 espectadores        | Asistencia: 5.158 espectadores |

| 2 de abril, 22:00 ET | Portland Thorns FC | 0:1     | OL Reign      | Providence Park, Portland, Oregon |                                 |
|                      |                    | Reporte | - Lavelle 74' | Asistencia: 12.034 espectadores   | Asistencia: 12.034 espectadores |

| 14 de abril, 22:00 ET | OL Reign                             | 3:1     | San Diego Wave FC | Lumen Field, Seattle, Washington |                                |
|                       | - Stanton 2' - Balcer 8' - Hiatt 11' | Reporte | - Morgan 24'      | Asistencia: 4.803 espectadores   | Asistencia: 4.803 espectadores |

| 17 de abril, 18:00 ET | OL Reign                          | 2:1     | Angel City FC | Lumen Field, Seattle, Washington |                                |
|                       | - Balcer 34' - Van der Jagt 90+4' | Reporte | - Charley 83' | Asistencia: 5.660 espectadores   | Asistencia: 5.660 espectadores |

| 17 de abril, 19:00 ET | Portland Thorns FC           | 3:2     | San Diego Wave FC           | Providence Park, Portland, Oregon |                                 |
|                       | - Smith 4' - Sugita 21', 41' | Reporte | - Briede 46' - Kornieck 67' | Asistencia: 12.440 espectadores   | Asistencia: 12.440 espectadores |

| 23 de abril, 22:00 ET | San Diego Wave FC     | 1:1     | OL Reign   | Estadio Torero, San Diego, California |                                |
|                       | - Morgan 45+1' (pen.) | Reporte | - Watt 13' | Asistencia: 6.000 espectadores        | Asistencia: 6.000 espectadores |

| 24 de abril, 21:00 ET | Angel City FC      | 1:0     | Portland Thorns FC | Titan Stadium, Fullerton, California |  |
|                       | - Press 29' (pen.) | Reporte |                    |                                      |  |

### Mejor segundo
El equipo que consigue el mejor segundo puesto en la fase de grupos avanza a la Fase Final.
| Pos. | Grp.    | Equipo             | Pts. | PJ | G | E | P | GF | GC | Dif. | Clasificación          |
| ---- | ------- | ------------------ | ---- | -- | - | - | - | -- | -- | ---- | ---------------------- |
| 1    | East    | Washington Spirit  | 10   | 6  | 2 | 4 | 0 | 12 | 7  | +5   | Avanza a la Fase Final |
| 2    | West    | Portland Thorns FC | 10   | 6  | 3 | 1 | 2 | 8  | 5  | +3   |                        |
| 3    | Central | Chicago Red Stars  | 8    | 6  | 2 | 2 | 2 | 8  | 6  | +2   |                        |

 Fuente: NWSL

## Fase Final
|  | Semifinales | Semifinales            | Semifinales |                        |   | Final             | Final | Final |  |
|  |             |                        |             |                        |   |                   |       |       |  |
|  |             |                        |             |                        |   |                   |       |       |  |
|  | 1           | OL Reign               | 0 (8)       |                        |   |                   |       |       |  |
|  | 1           | OL Reign               | 0 (8)       |                        |   |                   |       |       |  |
|  | 2           | Washington Spirit      | 0 (9)       |                        |   |                   |       |       |  |
|  | 2           | Washington Spirit      | 0 (9)       |                        | 1 | Washington Spirit | 1     |       |  |
|  |             |                        |             |                        | 1 | Washington Spirit | 1     |       |  |
|  |             |                        | 2           | North Carolina Courage | 2 |                   |       |       |  |
|  | 3           | Kansas City Current    | 2           | North Carolina Courage | 2 | 1                 |       |       |  |
|  | 3           | Kansas City Current    |             |                        |   | 1                 |       |       |  |
|  | 4           | North Carolina Courage | 2           |                        |   |                   |       |       |  |
|  | 4           | North Carolina Courage | 2           |                        |   |                   |       |       |  |
|  |             |                        |             |                        |   |                   |       |       |  |

### Semifinales
| 4 de mayo de 2022, 20:00 (ET) | OL Reign                                                                                      | 0:0 (8-9 p.)               | Washington Spirit                                                                                  | Audi Field, Washington D. C.   |                                |
|                               |                                                                                               | Reporte                    | | Asistencia: 3.105 espectadores | Asistencia: 3.105 espectadores |
|                               |                                                                                               | Tiros desde el punto penal | |                                |                                |
|                               | - Lavelle - Cook - Miramontez - Rapinoe - Balcer - Huerta - Watt - Stanton - Hiatt - Fishlock |                            | - Hatch - Sonnett - Kingsbury - Sanchez - Rodman - Bailey - Roddar - Alexander - Heilferty - Staab |                                |                                |

| 4 de mayo de 2022, 20:30 (ET) | Kansas City Current | 1:2     | North Carolina Courage             | Children's Mercy Park, Kansas  |                                |
|                               | - Hamilton 79'      | Reporte | - Debinha 19' (pen.) - Ordóñez 36' | Asistencia: 4.093 espectadores | Asistencia: 4.093 espectadores |

### Final
| 7 de mayo de 2022, 13:00 (ET) | North Carolina Courage            | 2:1     | Washington Spirit | WakeMed Soccer Park, Cary      |                                |
|                               | - Kerolin 10' - Aylmer 70' (o.g.) | Reporte | - Hatch 35'       | Asistencia: 3.163 espectadores | Asistencia: 3.163 espectadores |

|                                            |
|                                            |
| Campeón North Carolina Courage 1.er título |

## Goleadoras
| Posición | Jugadora         | Equipo                 | Goles |
| -------- | ---------------- | ---------------------- | ----- |
| 1        | Ashley Hatch     | Washington Spirit      | 6     |
| 2        | Debinha          | North Carolina Courage | 5     |
| 2        | Kristen Hamilton | Kansas City Current    | 5     |
| 3        | Mallory Pugh     | Chicago Red Stars      | 4     |
| 3        | Alex Morgan      | San Diego Wave         | 4     |
| 3        | Trinity Rodman   | Washington Spirit      | 4     |
| 4        | Sophia Smith     | Portland Thorns        | 3     |

## Premios

### Mejor Once
Debinha fue nombrada MVP del torneo por segunda vez consecutiva.
| Posición       | Jugadora             | Club                   |
| -------------- | -------------------- | ---------------------- |
| Portera        | Phallon Tullis-Joyce | OL Reign               |
| Defensoras     | Carson Pickett       | North Carolina Courage |
| Defensoras     | Abby Erceg           | North Carolina Courage |
| Defensoras     | Alana Cook           | OL Reign               |
| Defensoras     | Sofia Huerta         | OL Reign               |
| Mediocampistas | Rose Lavelle         | OL Reign               |
| Mediocampistas | Ashley Sanchez       | Washington Spirit      |
| Mediocampistas | Debinha              | North Carolina Courage |
| Delanteras     | Kristen Hamilton     | Kansas City Current    |
| Delanteras     | Ashley Hatch         | Washington Spirit      |
| Delanteras     | Trinity Rodman       | Washington Spirit      |